# Anthrenus oculatus
Anthrenus oculatus is een keversoort uit de familie spektorren (Dermestidae). De wetenschappelijke naam van de soort werd in 1937 gepubliceerd door Gilbert John Arrow.